# Фунаюрей
Фунаюрей (яп. 船幽霊 фунаю:рей, «привид корабля») — японський привид-юрей.
Часто зустрічається в історіях про привиди періоду Едо (Токуґава). Цей привид черпає воду в черпак та заливає нею корабель. Щоб запобігти біді, в море викидувалися рисові колобки та готували черпаки з відпадаючим дном. Фунаюрей вважалися душами тих, хто загинув в морі. Цей привид зазвичай з'являється на поверхні моря, однак, існують легенди про них і там, де морів нема, проте є річки чи озера.
З'являється він в дощові дні, або перший день нового місяця, або в повний місяць, або в туманні ночі. Якщо привид з'являється у вигляді корабля, то він сяє так, що навіть вночі його можна роздивитися до деталей.
Також фунаюрей може зламати компас або сісти на корабель та зламати шиї морякам. Засоби позбавлення від привида різняться в залежності від місць. В префектурі Міяґі вважається, що треба помішати жердиною воду навколо корабля. Можна також викинути в море які-небудь речі. В Кодзусіме це колобки, курильні палички або рис, в Коті — попіл або 49 штук моті, в Оцукі — боби останніх 18 днів даної пори року, в Наґасакі — попіл або рогожі. В Ехіме говорять, що якщо кинути в воду попередньо запалені сірники, то це розвіє привида. В Міяґі фуюнаюрей називається душею покійника або морським духом. Увечері перед пливучим рибальським  судном несподівано виникає парусник. Якщо змінити маршрут, то він знову з'явиться попереду, але, якщо просто зупинити корабель, то привид, сяючи, зникне.
В Ямаґуті він називається Нічний Втікач. Якщо корабель пливе під білими парусами, привид почне рухатися поряд з кораблем. Він розчиниться, якщо скинути в воду попіл або видати гучний звук.
В Фукуоці привид відомий під назвою Ілюзорний Корабель. Він з'являється під час свята О-Бон в місячну ніч, та приймає вигляд парусного судна. Говорять, що він випускає загадковий вогонь, а з його палуби чути людські голоси.